# Romanogobio benacensis
Romanogobio benacensis là một loài cá vây tia thuộc họ Cyprinidae. Loài này có ở Ý và Slovenia.
Môi trường sống tự nhiên của chúng là sông ngòi. Chúng hiện đang bị đe dọa vì mất môi trường sống.